# Mycomya melanoceras
Mycomya melanoceras är en tvåvingeart som först beskrevs av Edwards 1925.  Mycomya melanoceras ingår i släktet Mycomya och familjen svampmyggor. Inga underarter finns listade i Catalogue of Life.